# Cerynea ustula
Cerynea ustula är en fjärilsart som beskrevs av George Francis Hampson 1897. Cerynea ustula ingår i släktet Cerynea och familjen nattflyn. Inga underarter finns listade i Catalogue of Life.